# Subregió de Konya
La subregió de Konya (TR52) és una de les 26 subregions estadístiques de Turquia.

## Regions de tercer grau (províncies)
- Província de Konya (TR521)
- Província de Karaman (TR522)